# Aponogeton tenuispicatus
Aponogeton tenuispicatus är en enhjärtbladig växtart som beskrevs av H.Bruggen. Aponogeton tenuispicatus ingår i släktet Aponogeton och familjen Aponogetonaceae. Inga underarter finns listade.